# Agent de stars
Pour plus de détails, voir Fiche technique et Distribution.
Agent de stars (titre original : Man About Town) est une comédie dramatique américaine réalisée en 2005 par Mike Binder et sortie dans les salles en 2006.

## Synopsis
La vie d’un agent artistique talentueux de Hollywood est bouleversée lorsqu’il découvre que sa femme le trompe. Sur le plan professionnel ce n’est pas mieux ; une journaliste indélicate lui a volé des documents contenant des informations sensibles. Sa notoriété pourrait en être gravement attaquée.

## Fiche technique
- Titre original : Man About Town
- Titre français : Agent de stars
- Réalisateur : Mike Binder
- Scénario : Mike Binder
- Direction artistique : Shannon Grover
- Création des décors : Christian Wintter dit Pipo Wintter
- Création des costumes : Trish Keating
- Image : Russ T. Alsobrook
- Montage : Roger Nygard
- Musique originale : Larry Groupé
- Distribution des rôles : Sharon Bialy et Sherry Thomas
- Décorateur de plateau : Louise Roper
- Production : Sunlight Productions
- Format : Couleur – 2,35.1 – Dolby Digital
- Dates de sortie :  États-Unis : 7 février 2006 ;  France : 2006
- Durée : 94 min

## Distribution
- Ben Affleck : Jack Giamoro
- Rebecca Romijn : Nina Giamoro
- John Cleese : Dr Primkin
- Samuel Ball : Jimmy Dooley
- Mike Binder : Morty
- Gina Gershon : Arlene Kreiner
- Adam Goldberg : Phil Balow
- Howard Hesseman : Ben Giamoro
- Bai Ling : Barbi Ling
- Jerry O'Connell : David Lilly
- Kal Penn : Alan Fineberg
- Amber Valletta : Brynn Lilly
- Damien Wayans : Lucky Reynoles

## Autour du film
Man About Town fut présenté au Festival international du film de Santa Barbara aux États-Unis en 2006.